# 白井三二朗
白井 三二朗（しらい さんじろう、1974年11月29日 - ）は、日本の漫画家。神奈川県横浜市出身。1998年、「小学館新人コミック大賞」に入選する。その後『少年サンデー超増刊』2月号に入選作品「Killer Queen」が掲載されデビューとなる。

## 作品リスト

### 連載
- ジョバレ（『ヤングマガジンアッパーズ』）
- Dear Monkey 西遊記（『月刊少年シリウス』2005年7月号 - 2007年12月号）
- 射鵰英雄伝EAGLET（『月刊少年シリウス』2009年3月号 - 2010年12月号）
- ざしきのののの（『コミック・ダンガン』2012年 - 2013年）
- ガーディアンリーガー（『デンゲキバズーカ!!』2015年5月号 - 2016年4月号）
- カノジョは絶対、ボクのこと好きなはず（『コミックDAYS』2022年1月25日[2] - 2022年8月23日[3]）
- 十五野球少年漂流記（『サンデーうぇぶり』2023年8月21日[4] - 2025年2月10日[5]）

### 読み切り
- Killer Queen（『少年サンデー超増刊』1999年2月号） - デビュー作[1]。

### 書籍
- 『ジョバレ』、講談社〈アッパーズKC〉、2004年、全2巻
- 『Dear Monkey 西遊記』、講談社〈シリウスKC〉、2005年 - 2007年、全6巻
- 『射鵰英雄伝EAGLET』、講談社〈シリウスKC〉、2009年 - 2010年、全5巻
- 『ざしきのののの』、ホビージャパン〈ダンガンコミック〉、2012年 - 2017年、全2巻。第2巻は電子書籍のみ。
- 『大追跡！宇宙と生命の謎 地球外生命はいるのか!?』、講談社、2017年、全1巻
- 『カノジョは絶対、ボクのこと好きなはず』、講談社〈モーニングKC〉、2022年[6]、全3巻[3]
- 『十五野球少年漂流記』、小学館〈サンデーうぇぶり〉、2024年 - 、既刊4巻